# NGC 2369

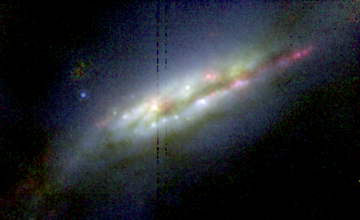
NGC 2369 dans le domaine de l'infrarouge par le télescope spatial Hubble.

NGC 2369 est une vaste galaxie spirale barrée située dans la constellation de la Carène. NGC 2369  a été découverte par l'astronome britannique John Herschel en 1834. 

## Caractéristiques
NGC 2369 présente une large raie HI et c'est une galaxie lumineuse dans l'infrarouge (LIRG).
Les galaxies PGC 20640 et PGC 20717 étant dans la même région sont quelquefois appelées NGC 2369A et NGC 2369B, même si elles ne figurent pas au New General Catalogue compilé par John Dreyer.

### Distance
Sa vitesse par rapport au fond diffus cosmologique est de 3 368 ± 13 km/s, ce qui correspond à une distance de Hubble de 49,7 ± 3,5 Mpc (∼162 millions d'al).
À ce jour, sept mesures non basées sur le décalage vers le rouge (redshift) donnent une distance de 33,829 ± 0,838 Mpc (∼110 millions d'al), ce qui est à l'extérieur des valeurs de la distance de Hubble. Notons que c'est avec la valeur moyenne des mesures indépendantes, lorsqu'elles existent, que la base de données NASA/IPAC calcule le diamètre d'une galaxie et qu'en conséquence le diamètre de NGC 2369 pourrait être d'environ 72,3 kpc (∼236 000 al) si on utilisait la distance de Hubble pour le calculer.

### Luminosité dans l'infrarouge
La luminosité de la galaxie NGC 2369 dans l'infrarouge lointain (de 40 à 400 µm) est égale à 1,00 × 1011 {\displaystyle L_{\odot }} (1011,00{\displaystyle L_{\odot }}) et sa luminosité totale dans l'infrarouge (de 8 à 1 000 µm) est de 1,26 × 1011 {\displaystyle L_{\odot }} (1011,10{\displaystyle L_{\odot }}).

## Supernova
La supernova SN 2008cm a été découverte le 21 mai 2008 dans NGC 2369 par l'astronome amateur sud africain Berto Monard. Cette supernova était de type Ia.

## Groupe de NGC 2369
NGC 2369 est la plus grosse galaxie d'un groupe qui porte son nom. Le groupe de NGC 2369 compte au moins 6 membres. Les cinq autres galaxies du groupe sont NGC 2369A (PGC 20640), NGC 2381, NGC 2417, IC 2200 et IC 2200A (PGC 21062).